# Hospital de Tavera

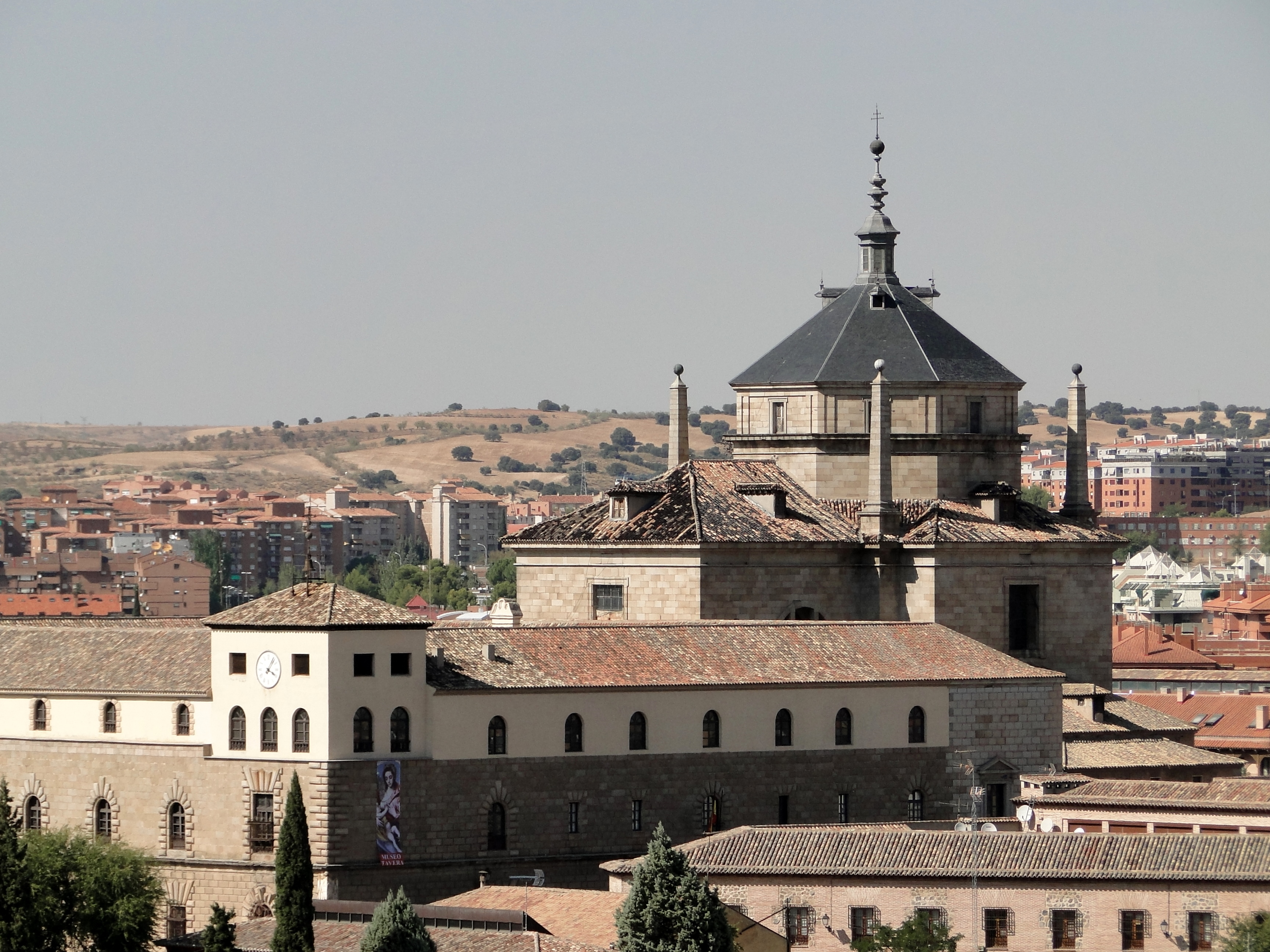
Hospital de Tavera

Das Hospital de Tavera (auch Hospital de San Juan Bautista, Hospital de Afuera oder einfach Hospital Tavera genannt) ist ein ehemaliges Hospital in der Unterstadt von Toledo, der Hauptstadt der gleichnamigen Provinz in der spanischen Autonomen Region Kastilien-La Mancha.

## Geschichte
Das Hospital de Tavera wurde vom Kardinal und Inquisitor Juan Pardo de Tavera (1472–1545) in den 1540er Jahren gestiftet. Ursprünglicher Architekt war Alonso de Covarrubias (1488–1570); doch schon bald – die Gründe dafür sind unklar – führten andere Architekten, darunter auch Bartolomé Bustamante (1501–1570) seine Arbeit fort. Die Arbeiten an dem großen Bauwerk wurden jedoch erst im Jahre 1603 vollendet.

## Architektur

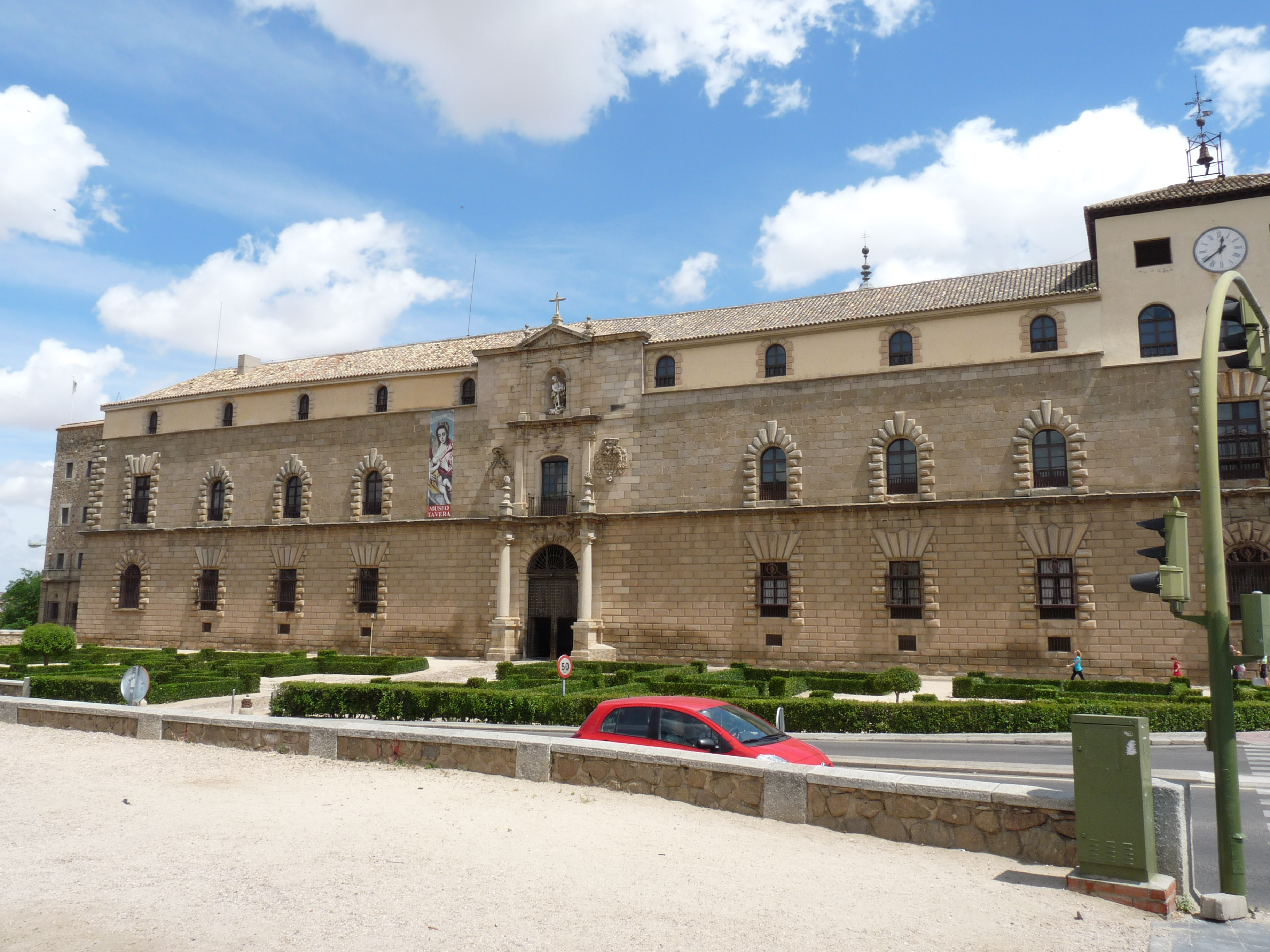
Portalfassade

### Fassade
Die dreigeschossigen Fassaden sind auf allen Seiten schlicht und weitgehend schmucklos gehalten; bossierte Steine rahmen die Rund- und Rechteckfenster in den beiden steinsichtigen Untergeschossen; das Obergeschoss ist dagegen verputzt. Das Portal mit seinem halbrunden Bogen wird durch zwei vorgestellte Säulen markiert, die in der darüberliegenden Ebene in steinernen Fackeln enden. Dazwischen befindet sich ein großes Balkonfenster mit den seitlich angebrachten Wappen des Stifters: einem Kardinalswappen (links) und einem weltlichen Wappen (rechts) mit der Kette des Ordens vom Goldenen Vlies. In einer Mauernische darüber befindet sich eine Statue Johannes des Täufers, dem der gesamte Bau geweiht ist.

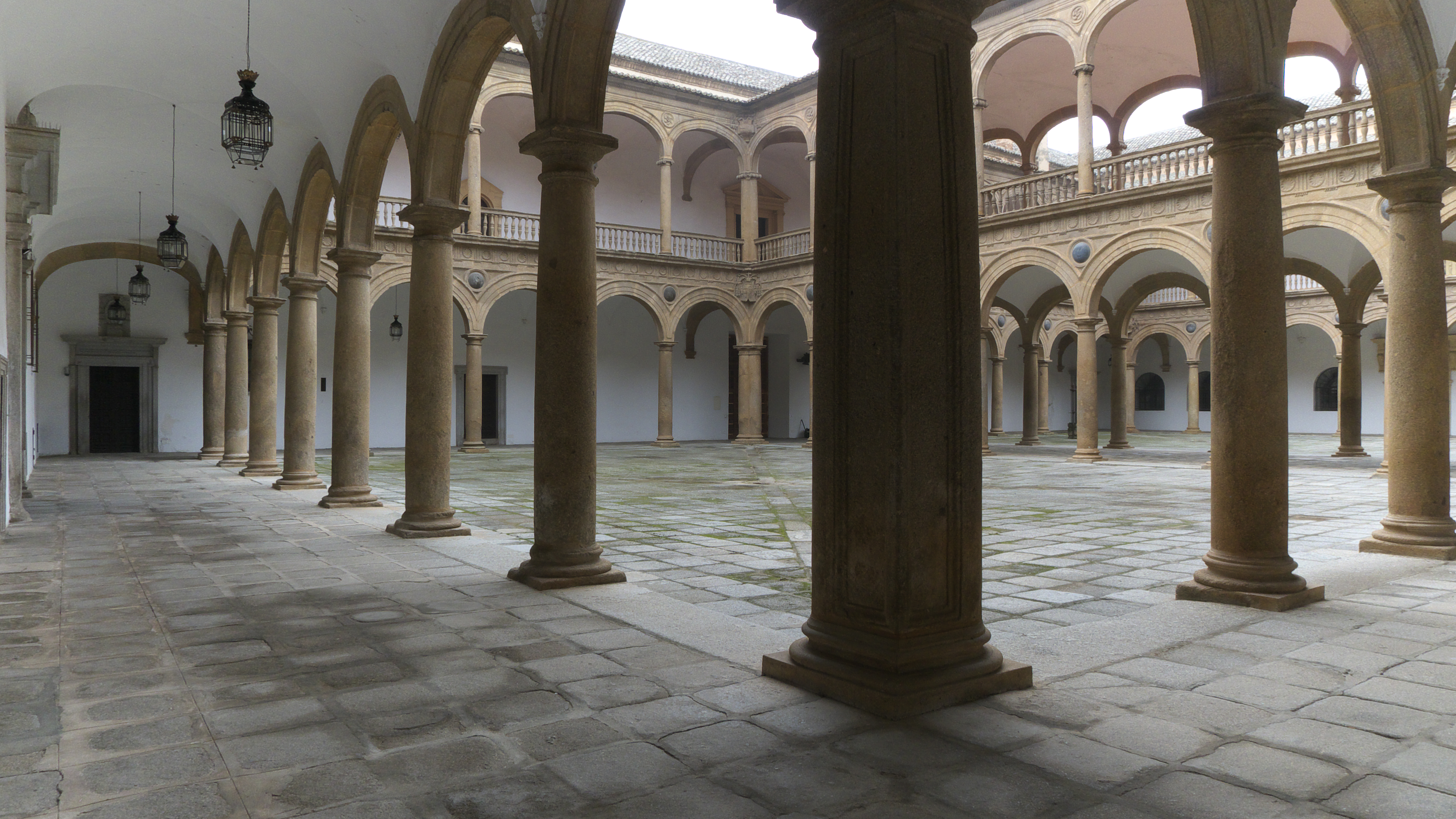
Innenhof

### Innenbereich
Das Hospital verfügt über zwei nebeneinanderliegende große Innenhöfe, die von einem Mittelgang getrennt werden und jeweils von doppelgeschossigen Arkaden mit monolithischen Säulen umstellt sind. Die Arkadenbögen der unteren Ebene sind reicher profiliert; in den Zwickeln befinden sich Halbkugeln aus bläulichem Marmor. Die Arkaden der oberen Ebene sind durch eine Balustrade gesichert. Die vergleichsweise schlanken Säulen haben ionische Kapitelle; die Zwickel sind lediglich durch Blumenmedaillons mit Flachreliefs gefüllt. Beachtenswert ist der Kontrast zwischen den weißverputzten Wänden und Decken des Gebäudes und dem bräunlichen Farbton der Natursteinarkaden.

### Kirche
Die Kirche des Hospitalkomplexes hat ausschließlich maßwerklose Rechteckfenster; in den Ecken der Seitenschiffe finden sich vier hochaufragende gemauerte Obelisken, die mit Kugelaufsätzen abschließen. Die einschiffige Architektur des Inneren wird dominiert von einer Vierungskuppel mit Laternenaufsatz; in den Zwickeln (pendentifs) des Kuppelansatzes finden sich vier Schilde mit den Evangelisten. Ein Meisterwerk ist das aus dunklem Holz gefertigte Altarretabel, das die gesamte Rückwand einnimmt; in schönem Kontrast dazu stehen die mit Blattgold belegten Kapitelle der Säulen und mehrere weiße Heiligenfiguren.

## Museum
Der gesamte Baukomplex dient heute als Archiv und Museum. Hier finden sich Werke von El Greco, Ribera, Tintoretto, Luca Giordano, Tizian, Frans Snyders und Jacopo Bassano neben Bildteppichen und Möbeln aus dem 17. und 18. Jahrhundert. Das Marmorgrabmal für den Erbauer stammt von Alonso Berruguete. El Greco bekam im Jahre 1608 den Auftrag für drei Altarbilder, die letztlich – bis auf eine „Taufe Christi“ – doch in verschiedenen Museen landeten.

## Bedeutung
Das in der Unterstadt von Toledo gelegene Hospital de Tavera gehört zu den wenig besuchten Sehenswürdigkeiten der Stadt. Seine weitgehend schmucklose Architektur macht es zu einem Vorläufer des Herrera-Stils, der mit dem Escorial seinen Höhepunkt erreichte.

## Sonstiges
Das Hospital de Tavera war Schauplatz von Szenen aus mehreren Spielfilmen, darunter:
- Viridiana, Regie: Luis Buñuel (1961), Darsteller: Silvia Pinal, Francisco Rabal, Fernando Rey u. a.
- Tristana, Regie: Luis Buñuel (1970), Darsteller: Catherine Deneuve, Fernando Rey, Franco Nero u. a.
- Die drei Musketiere, Regie: Richard Lester (1973), Darsteller: Oliver Reed, Raquel Welch, Michael York u. a.
- La conjura de El Escorial, Regie: Antonio del Real (1988), Darsteller: Julia Ormond, Fabio Testi u. a.
- Die Brücke von San Luis Rey, Regie: Mary McGuckian (2004), Darsteller: Robert De Niro, Kathy Bates, Harvey Keitel u. a.